# Massacro di Kazani
Il massacro di Kazani avvenne fra il 1992 e il 1993 durante il conflitto in Bosnia Erzegovina ad opera della decima brigata di montagna dell'Armata della Repubblica di Bosnia Erzegovina guidata da Mušan Topalović Caco. Le vittime furono per la maggior parte civili serbi che vennero poi gettati nella fossa di Kazani sul monte Trebević.

## Storia
Dalla metà del 1992 alla seconda metà del 1993 a Kazani furono uccisi dei civili, i cui corpi furono poi gettati nella fossa. Le uccisioni di civili sono state eseguite da membri della decima brigata da montagna dell'Armata della Repubblica di Bosnia Erzegovina, comandata da Musan Topalović alias Caco. Civili non bosgnacchi furono portati sopra la fossa dove furono uccisi con armi da fuoco e acciaio freddo, dopodiché i loro corpi furono gettati nella fossa. Il numero esatto delle persone uccise a Kazani non è stato ufficialmente determinato.

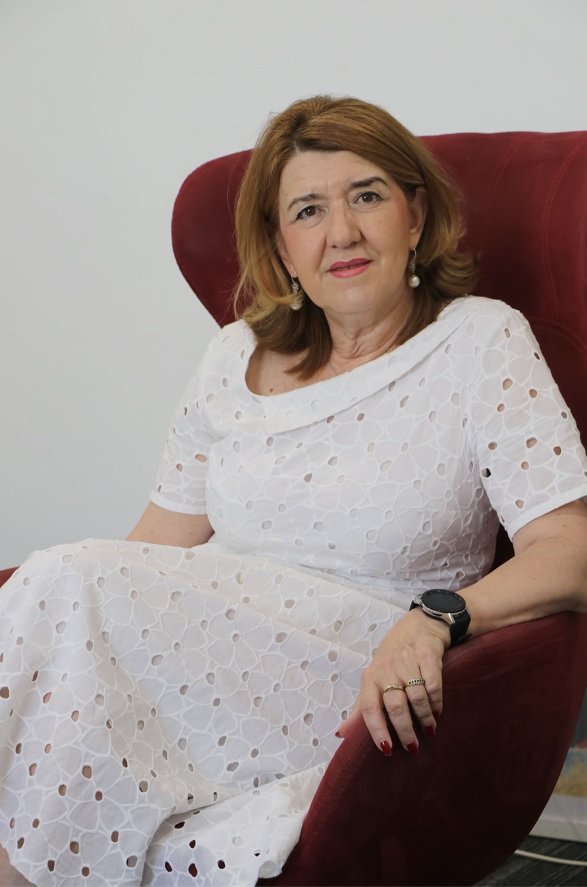
La giornalista Vildana Selimbegović è stata la prima a pubblicare estratti dai protocolli dei tribunali segreti del processo del 1994, in cui gli imputati descrivono in dettaglio i brutali omicidi di Kazani

L'edizione di guerra della rivista Dani è stata tra le prime a scrivere dei crimini di Mušan Topalović, cioè dei crimini contro i serbi a Sarajevo. Nel numero del 29 gennaio 1993, Dani ha pubblicato un articolo di tre pagine sulla sofferenza e la posizione dei serbi a Sarajevo. In quell'occasione, la rivista riporta che sono stati ufficialmente accertati 22 casi in cui sono state uccise 39 persone. Nel maggio 1993 la stessa rivista pubblica un'intervista a Musan Topalović Caco. Il giornalista Senad Pećanin ha scritto "paura e tremore" nel titolo accanto al nome del suo interlocutore.
Il 26 ottobre 1993, la Presidenza della Repubblica di Bosnia ed Erzegovina, la Polizia della Repubblica di Bosnia ed Erzegovina e l'Armata della Repubblica di Bosnia ed Erzegovina hanno organizzato l'Operazione Trebević 2 per combattere la criminalità nelle proprie file e restituire i militari rinnegati gruppi. L'azione era diretta contro il comandante della decima brigata da montagna dell'Armata di Repubblica di Bosnia ed Erzegovina, Mušan Topalović Caco. Mušan Topalović Caco ei suoi uomini hanno ucciso nove membri della Polizia della Repubblica di Bosnia ed Erzegovina durante l'arresto. Sei dei nove furono sepolti nel Great Park di Sarajevo.
I complici di Caca sono stati incriminati, ma hanno ricevuto condanne minime dopo un processo presso il tribunale militare di Sarajevo. Quattro persone sono state condannate a sei anni di carcere ciascuna (Esad Tucaković, Zijo Kubat, Refik Čolak, Mevludin Selak), mentre otto sono state condannate a dieci mesi ciascuna per mancata denuncia di un crimine e per l'autore (Senad Hasić, Sabahudin Žiga, Samir Seferović , Omer Tendžo, Esad Raonić, Samir Ljubović, Senad Haračić, Armin Hodžić). Il tribunale della contea di Sarajevo ha condannato Asif Alibašić a quattro anni e tre mesi di reclusione. Suad Omanović è stato condannato prima a tre anni, poi a un anno e, in secondo luogo, a dieci anni di carcere. Sead Kadić è stato rilasciato nel 2006 per mancanza di prove. Tutti sono stati condannati per omicidio o favoreggiamento per omicidio, ma non per crimini di guerra.
Il principale sospettato, Mušan Topalović Caco, è stato ucciso durante il suo arresto nel 1993. Fu sepolto il 2 dicembre 1996 nell'ambito di uno spettacolare funerale (organizzato dai Berretti Verdi e alla presenza di Bakir Izetbegović) al Cimitero dei Martiri di Kovači. Questo lo onorò come un eroico difensore della Sarajevo assediata, che allo stesso tempo gli tolse lo stigma di criminale. La tomba precedente di Caca era un segreto. Circa 10.000 persone hanno partecipato al suo funerale. L'unico che ha protestato contro questo funerale è stato Jovan Divjak, che in una lettera ad Alija Izetbegović ha chiesto "come poteva organizzare il funerale di questo criminale?". Izetbegović ha risposto che doveva "a causa della crescente pressione politica", senza specificare di cosa si trattasse. Tuttavia, tutto è rimasto sulla lettera interna, e Alija Izetbegović non ha preso le distanze da quella manifestazione. La stessa presenza di Bakir Izetbegović all'evento è stata intesa come un segno della benedizione presidenziale del funerale.
La rivista Dani pubblica poi le trascrizioni del processo per crimini. Inizierà così un dibattito: Caco è un eroe o un criminale? Gli autori dei testi di Dani, Senad Pećanin e Vildana Selimbegović, hanno ricevuto continue minacce a causa di questi testi, e la bomba è esplosa davanti alla redazione.
Fino al 2020, una targa commemorativa a Mušan Topalović Caco è stata posta sul muro della scuola elementare Edhem Mulabdić nel quartiere Sarajevo di Bistrik. È stato rimosso su insistenza di UDIK.
Un simbolo del procedimento legale di Kazani è diventato il processo contro un membro della 10ª Brigata da Montagna dell'Esercito della Repubblica di Bosnia ed Erzegovina, Samir Bejtić, iniziato nel 2002, in cui i crimini non erano classificati come omicidi ma come crimini di guerra. Nel 2004 è stato condannato a 14 anni e mezzo di carcere per crimini di guerra a Kazani. Tuttavia, quel verdetto è stato annullato dalla Corte dei conti e nel rinnovato procedimento giudiziario, Bejtić è stato assolto nel 2008, a cui l'ufficio del procuratore della contea ha nuovamente presentato ricorso. Il processo contro Bejtić è ancora in corso.

### Vittime
Durante la guerra, la Repubblica Serba di Bosnia ed Erzegovina pensava che a Sarajevo fossero stati uccisi da 10.000 a 20.000 serbi. Nella Sarajevo assediata, nel gennaio 1993, l'accusa riferì nei primi otto mesi di guerra erano state segnalate 39 uccisioni di civili serbi; per il periodo tra il 5 aprile 1992 e il 31 dicembre 1994, il Centro servizi di sicurezza di Sarajevo ha riportato 291 uccisioni registrate nella Sarajevo assediata, di cui almeno 110 serbi. I rappresentanti del Consiglio civico serbo (SGV) nei media di Sarajevo hanno parlato di "circa duemila, forse tremila serbi" che sarebbero stati uccisi nella Sarajevo assediata durante la guerra; le istituzioni ufficiali di Sarajevo hanno vigorosamente contestato le affermazioni, liquidandole come frivole.
Il numero delle persone uccise a Kazani non è mai stato determinato ed è oggetto di frequenti dibattiti. C'è un'opinione pubblica secondo cui Kazani non è mai stato perquisito completamente, perché le vittime uccise sono state gettate in una fossa, cosparsa di calce, e che ci sono diversi strati che non sono mai stati completamente scavati. Non è noto quanti corpi siano stati bruciati nel sito. Nel 1993, le vittime uccise a Kazani furono riesumate nei siti di Kazani, Gaj e Grm Maline. Tutti i siti si trovano nel comune di Stari Grad. Dopo essere state riesumate, le vittime furono sepolte in tombe individuali con lapidi lignee marcate di N.N. segnaletica allo stadio ausiliario Koševo a Sarajevo. Nel novembre 1998, i resti di 28 borse sono stati riesumati allo stadio ausiliario Koševo e un'analisi forense ha stabilito che c'erano almeno 23 vittime, comprese le ossa di animali in una borsa.
Finora sono state identificate 15 vittime. Si tratta di cinque vittime donne e dieci vittime maschi, di età compresa tra 27 e 66 anni. Si tratta di due vittime ucraine, due vittime croate, una vittima bosgnacco bosgnacco e dieci vittime serbe. Elenco delle vittime riesumate nel novembre 1998 allo stadio ausiliario Koševo, precedentemente trovato a Kazani nel 1993: Nevenka Bošković, Marko Bošković, Stojan Žuža, Novka Lemez, Dragomir Ćeranić, Ana Lavriv, Vasilj Lavriv, Predrag Šalipur, Duško Jovanović, Mileva Drašković, Fa Šteta, Marina Komljenac. Diverse persone che non sono nei registri delle persone scomparse furono trovate e sepolte a Kazani durante la guerra, vale a dire: Ranko Frankić, Branislav Radosavljević e Branislav Blagojević. Tre vittime serbe sono ancora disperse. Secondo il verdetto del tribunale cantonale di Sarajevo, e sulla base delle testimonianze e delle confessioni dei detenuti, è stato stabilito che Ergin Nikolić, Zoran Vučurović e Radoslav Komljenac sono scomparsi a Kazani.

### Memoria

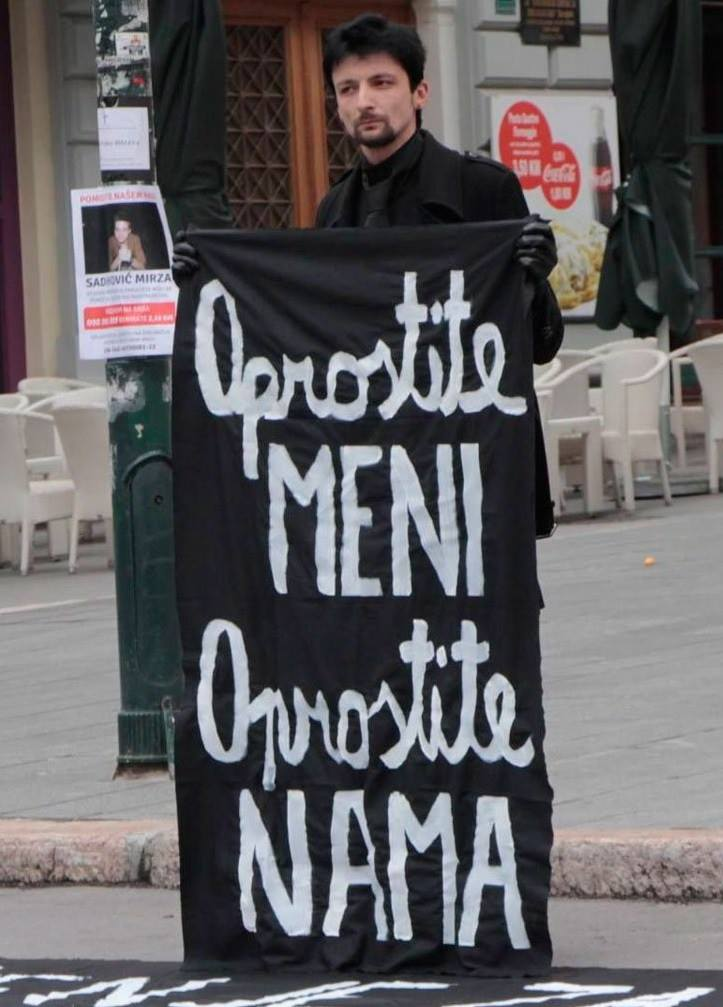
L'attivista per i diritti umani Edvin Kanka Ćudić alla commemorazione dell'UDIK davanti alla Cattedrale di Sarajevo il 25 ottobre 2014.

A differenza di altri luoghi che hanno ricevuto un'attenzione mediatica accettabile, i massacri di Kazani sono rimasti quasi in silenzio e vent'anni dopo sono rimasti sconosciuti al pubblico bosniaco.
Nel 2001, Alija Izetbegović ha dichiarato in un'intervista, Caco era un "eroe e criminale". Questa affermazione è diventata famosa e ha portato a uno dei discorsi standard su Mušan Topalović Caco, ma allo stesso tempo è stata severamente criticata ed è ancora criticata principalmente dai media liberali a Sarajevo.
Svetozar Pudarić, in qualità di vicepresidente della Federazione di Bosnia ed Erzegovina, si è recato regolarmente a Kazani nel suo mandato dal 2011 al 2015. Alija Behmen, l'allora sindaco di Sarajevo, ha accettato l'idea di un memoriale nel 2012 ed è stata istituita una commissione organizzare una gara d'appalto per la progettazione. Anche Pudarić ha messo da parte dei soldi per questo scopo. Il suo successore, Milan Dunović, ha continuato il lavoro. Nel 2016 Bakir Izetbegović, in qualità di membro della Presidenza della Bosnia ed Erzegovina, ha reso omaggio alle vittime a Kazani.
L'UDIK è stata la prima organizzazione non governativa a organizzare pubblicamente una protesta a Sarajevo nel 2014 e nel 2015 contro l'oblio di questo crimine. Da allora, questa organizzazione ha chiesto la costruzione di un memoriale e dal 2017 la costruzione di un monumento alle vittime di questo crimine nel centro di Sarajevo.  La stessa organizzazione ha anche indagato su questo crimine di guerra. Nel 2016 e nel 2020, l'UDIK ha pubblicato un libro con atti del tribunale cantonale di Sarajevo su questo crimine. Edvin Kanka Ćudić, un coordinatore dell'UDIK, ha affermato alla presentazione del libro nel 2016 che non c'era ancora la volontà politica a Sarajevo di costruire un monumento dedicato alle vittime di questo crimine di guerra. Inoltre, in occasione dell'anniversario di Kazani, Ćudić ha pubblicato articoli sul quotidiano di Belgrado Danas e sull'Oslobođenje di Sarajevo, nell'ambito della campagna dell'UDIK a favore dei monumenti alle vittime di questi crimini di guerra.
Nel 2020, l'UDIK ha riunito le organizzazioni: Mreža za izgradnju mira, forumZFD e CNA, con le quali, il 5 ottobre, hanno chiamato la città di Sarajevo per costruire un monumento alle vittime uccise a Kazani, nel centro di Sarajevo. "Un tale monumento mostrerebbe simbolicamente che Sarajevo, che ha subito il più lungo assedio della città e l'esperienza delle più brutali uccisioni di civili durante l'assedio, è pronta a condannare il crimine nelle sue stesse file e ad iniziare un processo di confronto costruttivo con il passato. Ciò renderebbe chiaro che a Sarajevo non c'è nessun "ma"", afferma la dichiarazione. Nello stesso anno, in occasione dell'anniversario di Kazani, le organizzazioni organizzarono una commemorazione, avvenuta davanti alla Fiamma Eterna a Sarajevo. Alla commemorazione hanno risposto anche i cittadini di Sarajevo, tra i quali i più famosi sono stati Vildana Selimbegović e Husnija Kamberović.

### Monumento
Nel dicembre 2020, il consiglio comunale della città di Sarajevo ha incluso un memoriale alle vittime di Kazani nel piano dei monumenti da finanziare e costruire nel 2021. Edvin Kanka Ćudić ha accolto con favore la decisione, ma ha anche espresso dubbi sul fatto che il monumento sarebbe stato costruito l'anno seguente.
Con il cambio di governo della città e l'arrivo di Benjamina Karić a sindaco di Sarajevo, senza consultazioni con i rappresentanti delle vittime e della società civile, la Città di Sarajevo nel maggio 2021 ha bandito un concorso per la progettazione di un monumento alle vittime uccise a Kazani.  Slobodanka Macanović, in qualità di rappresentante delle vittime e figlia dei coniugi uccisi a Kazani, ha inviato una lettera aperta a Benjamina Karić, chiedendole di realizzare un monumento alle vittime uccise a Kazani e nel centro della città. Questa lettera è stata sostenuta da 11 personalità pubbliche e cinque organizzazioni non governative (UDIK, CDTJ, Mreža za izgradnju mira, Centro giovanile Kvart e forumZDF). Macanović ha anche suggerito un incontro, che Benjamina Karić ha ignorato.

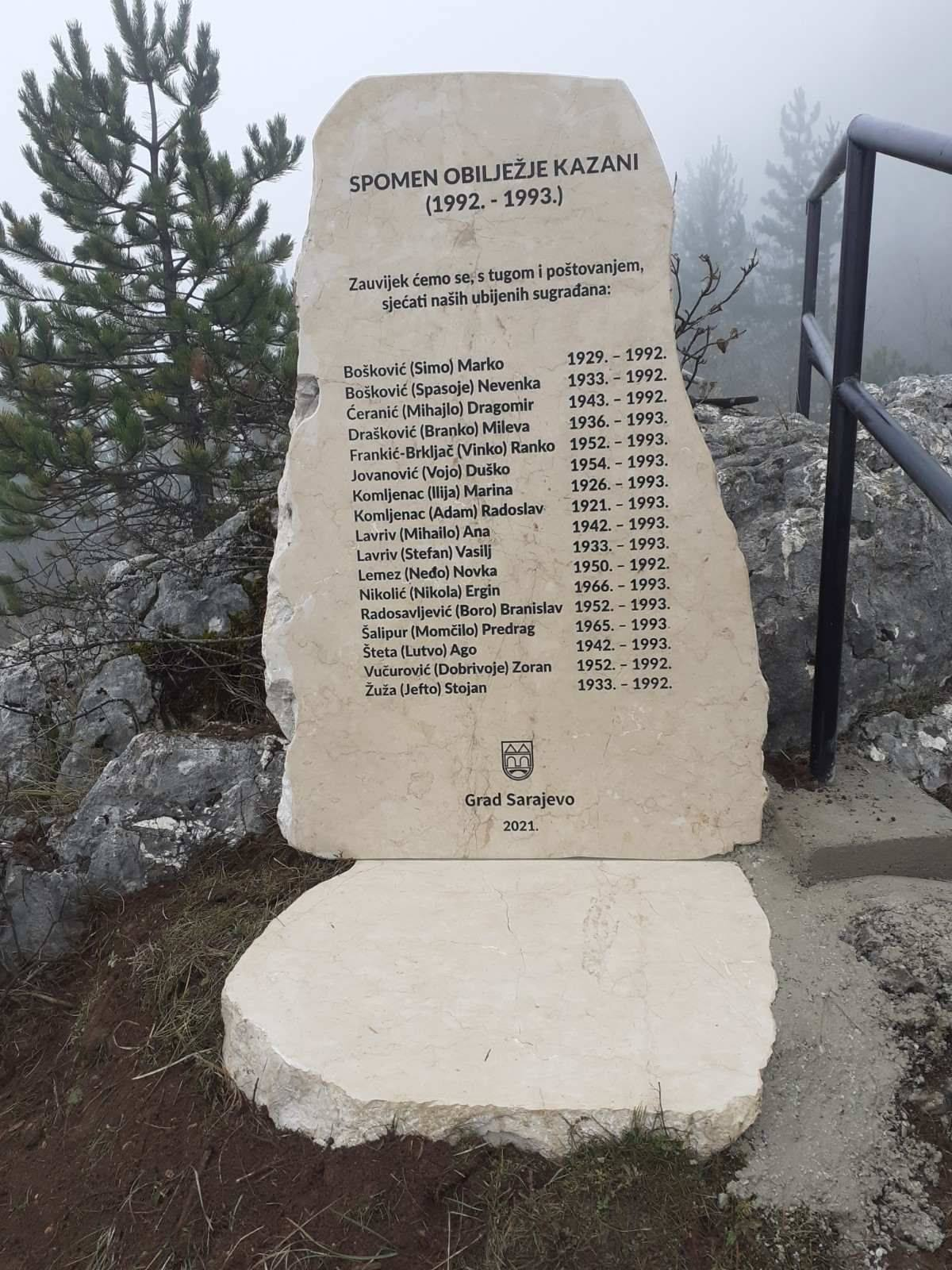
Il monumento a Kazani è stato inaugurato ufficialmente il 15 novembre 2021.

Il 29 luglio 2021 il concorso per la progettazione concettuale del monumento alle vittime uccise a Kazani è stato annullato per errori procedurali. Nello stesso anno, a settembre, Benjamina Karić ha tenuto un incontro con rappresentanti di organizzazioni non governative. Tuttavia, non c'era consenso. Quando Karić ha proposto un testo che non dicesse chi fosse l'autore dei crimini di guerra a Kazani, i presenti si sono rifiutati di sostenerla. Le sono state proposte altre soluzioni, ma il sindaco di Sarajevo ha rifiutato.
Nella sessione del 29 settembre, il consiglio comunale di Sarajevo ha adottato la bozza di decisione e il giorno successivo l'UDIK ha rilasciato una dichiarazione in cui esprimeva opposizione a tale bozza. Il 4 ottobre, l'UDIK ha presentato emendamenti al dibattito pubblico, chiedendo al Consiglio comunale alcune modifiche al progetto di decisione. Le osservazioni si riferivano all'anno della morte delle vittime, al numero delle persone uccise e agli autori di quei crimini. L'8 ottobre, anche Naša Stranka ha presentato un emendamento, in cui, come l'UDIK, chiedeva che gli autori fossero elencati nel monumento.
La Commissione per i Monumenti del Consiglio comunale ha adottato un solo punto UDIK, quello relativo all'anno dell'omicidio delle vittime e che alla fine il monumento dovrebbe dire "Kazani 1992-1993", e non come suggerito, "Kazani 1992-1994". Tutte le altre obiezioni di UDIK e Naša Stranka sono state respinte dalla commissione. Ciò ha causato una forte controversia pubblica, quindi Naša Stranka, in consultazione con l'UDIK, lo storico Edin Omerčić, la giornalista Vildana Selimbegović, il regista Dino Mustafić e l'ex diplomatico Žarko Papić, hanno proposto un nuovo emendamento, che ha sottolineato l'autore e il fatto che il numero delle vittime ucciso sul sito non era definitivo. D'altra parte, l'Associazione dei Vincitori del Giglio d'Oro e del Distintivo d'Oro della Polizia, l'Associazione dei Veterani della Lega Patriottica, l'Associazione dei Generali di Bosnia ed Erzegovina e i Comitati Cantonali SDA e SDP hanno sostenuto la decisione di Karić di non scrivere in monumento chi era l'autore del reato. Nella feroce controversia pubblica, cominciarono ad apparire a Oslobođenje i necrologi pubblicati dai familiari delle persone uccise a Kazani, i cui nomi non saranno sul futuro monumento, mentre l'Associazione Bosnae - Berretti Verdi a Dnevni avaz pubblicava un necrologio dedicato a Mušan Topalović Caco.
Nella sessione del 29 settembre, il consiglio comunale di Sarajevo ha adottato la bozza di decisione e il giorno successivo l'UDIK ha rilasciato una dichiarazione in cui esprimeva opposizione a tale bozza. Il 4 ottobre, l'UDIK ha presentato emendamenti al dibattito pubblico, chiedendo al Consiglio comunale alcune modifiche al progetto di decisione. Le osservazioni si riferivano all'anno della morte delle vittime, al numero delle persone uccise e agli autori di quei crimini. L'8 ottobre, anche Naša Stranka ha presentato un emendamento, in cui, come l'UDIK, chiedeva che gli autori fossero elencati nel monumento.
L'emendamento di Naša Stranka è stato respinto il 29 ottobre, in una sessione del Consiglio, quando è stata adottata la Proposta di Decisione sul Memoriale di Kazani. Nella stessa sessione, l'8 novembre è stata adottata come nuova data per commemorare i crimini di Kazani, invece del precedente 26 ottobre, che ha segnato in modo informale l'anniversario di questi crimini.
Il 12 novembre, l'amministrazione comunale di Sarajevo ha eretto segretamente un monumento a Kazani. Il 15 novembre Benjamina Karić, Milan Dunović e l'Alto Rappresentante in Bosnia ed Erzegovina Christian Schmidt hanno inaugurato il monumento. Né le famiglie delle vittime né le organizzazioni che hanno sostenuto la costruzione di questo monumento erano presenti all'inaugurazione del monumento.
In quell'occasione, Edvin Kanka Ćudić ha dichiarato per Oslobođenje che "a Kazani il governo ha eretto un monumento a se stesso".